# Burgerinitiatief voor Rookvrije Horeca
Het burgerinitiatief voor Rookvrije Horeca  is een afgerond burgerinitiatief om een onderwerp op de agenda van de Nederlandse Tweede Kamer te zetten.
Het initiatief werd genomen door Clean Air Nederland. Op 20 mei 2006 werd dit initiatief voorzien van 62.679 handtekeningen aan Tweede Kamervoorzitter Frans Weisglas aangeboden. De Commissie voor de Verzoekschriften en de Burgerinitiatieven besloot echter dat het initiatief niet aan de voorwaarden voldeed, en dus niet in behandeling diende te worden genomen, aangezien de Tweede Kamer in de twee jaar voorafgaand aan de indiening nog over rookvrije horeca had vergaderd. Bij een overleg met de minister van Volksgezondheid, Welzijn en Sport had de Tweede Kamer niet besloten om af wijken van een eerder stappenplan voor een rookvrije horeca.